# Vinho de talha
O processo de produção de vinho de talha é um sistema ancestral romano de fazer vinho, onde a talha de barro (as mais recentes podem ser de betão) tem uma dupla finalidade, a produção e a armazenagem do vinho. Isto é, faz-se e guarda-se o vinho dentro do mesmo recipiente. O essencial da vinificação em talha pouco mudou em mais de dois mil anos. Em traços gerais, as uvas são colocadas dentro das  talhas e a fermentação ocorre espontaneamente.
Em Portugal, a principal região produtora de vinho de talha é o Alentejo, sendo Vila de Frades considerada a "capital" do vinho de talha. Anualmente, no segundo fim de semana de dezembro, realiza-se nesta vila o evento de promoção do vinho de talha Vitifrades (Festas Báquicas).  Na tarde do último dia (domingo) é possível integrar a "Rota das Adegas", com a visita às adegas típicas da localidade e que inclui a prova deste vinho, mediante a compra prévia de um copo próprio do evento.
Promovida pela Câmara Municipal da Vidigueira e com o envolvimento de 27 instituições, entre  municípios do Alentejo e outras entidades, está a ser preparada, neste momento, a candidatura da produção do vinho de talha a Património Cultural Imaterial da UNESCO. No âmbito da candidatura e como o objetivo de promover e valorizar este produto foi inaugurado a 10 de novembro de 2020 o Centro Interpretativo do Vinho de Talha, em Vila de Frades. Por ocasião da inauguração deste centro, o Presidente da República, Marcelo Rebelo de Sousa, endereçou aos fregueses de Vila de Frades e aos munícipes de Vidigueira um vídeo de felicitações.